# Morlodon
Morlodon — викопний рід провіверинових гієнодонтів, знайдений на території сучасної Європи в епоху Іпри. Наразі це монотипний рід, який містить один вид M. vellerei.